# Rio Gurupi
O rio Gurupi é um curso de água que banha o estado do Maranhão na divisa deste com o estado do Pará. Possui aproximadamente 720 km de extensão, tem sua nascente no estado do Maranhão e sua foz no Oceano Atlântico.
É o divisor natural entre os estados do Pará e Maranhão.

## Características gerais

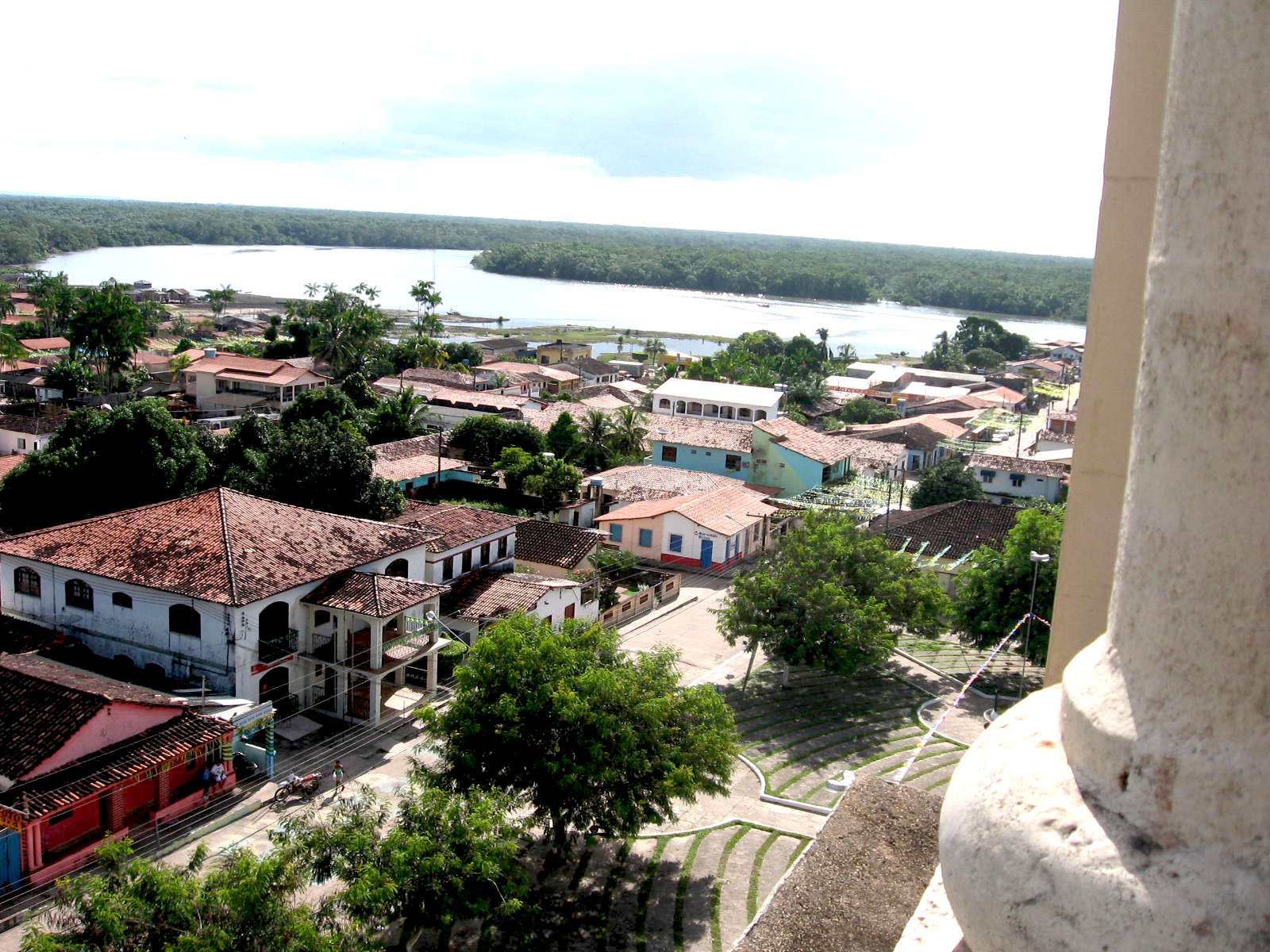
Carutapera-MA

Seus principais afluentes localizam-se na margem esquerda em território paraense e sua bacia hidrográfica situa-se da seguinte maneira: 70% em território maranhense e 30% em território paraense. Devido a sua constituição geográfica, corre sobre rochas cristalinas e apresenta-se encachoeirado em longo trecho.
Abrange os municípios de: Paragominas, Viseu, Ulianópolis e Dom Eliseu (PA); e São Francisco do Brejão, Açailândia, Itinga do Maranhão, Centro Novo do Maranhão, Junco do Maranhão, Boa Vista do Gurupi e Carutapera (MA), dentre outras.

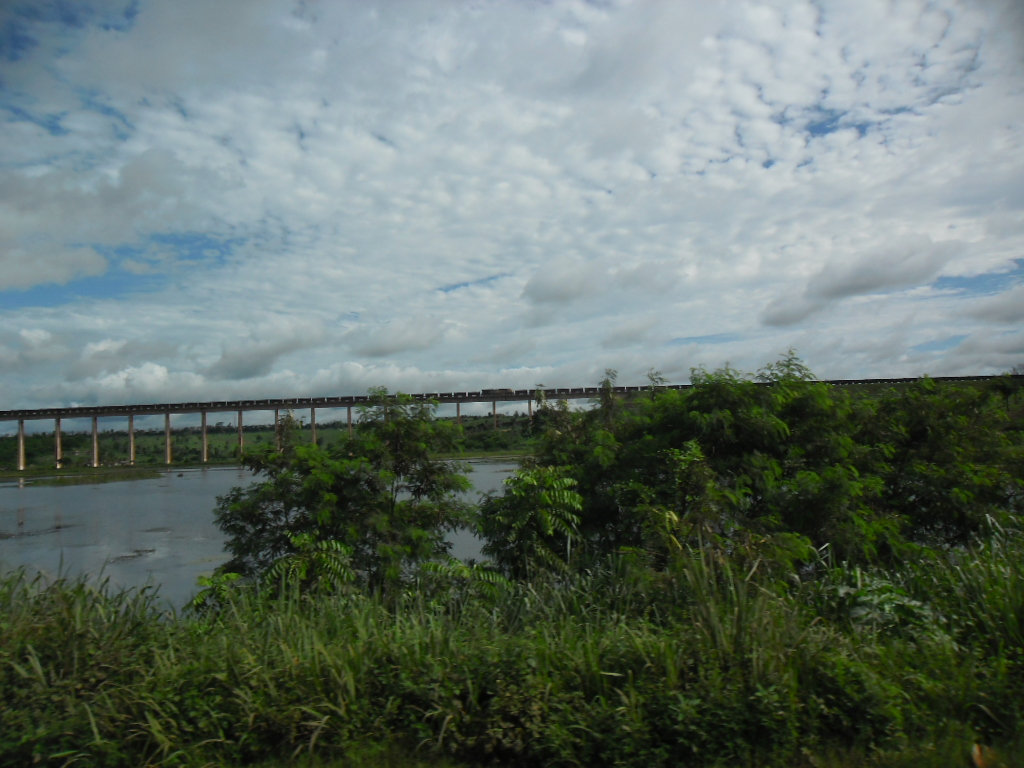
Ferrovia Carajás, sobre o rio Pequiá, afluente do rio Gurupi, em Açailândia

O rio Gurupi é formado pela confluência entre os rios Itinga e Açailândia, aproximadamente a 14 km acima do município de Itinga do Maranhão. O rio Itinga nasce na serra do Gurupi, extensão da serra do Tirambu, em terrenos com cotas superiores a 300 m de altitude, na região a norte de Alfredo Lisboa e deságua no rio Açailândia. Durante um percurso de quase 50 km, faz a divisa com estado do Pará. 
A serra do Tirambu constitui o principal divisor de água da bacia do Gurupi, estabelecendo limites com as bacias do Pindaré, do Turiaçu e do Tocantins, sendo responsável pelos maiores afluentes maranhenses, dos quais se destacam os rios Surubim, Guaramandi, Nova Descoberta, Tucamandiua, Cajuapara, Panemã, Apará e Jararaca. Outros afluentes são os rios Pequiá, Gurupi-Mirim, Rolim, Coaraci-Paraná, Uraim e Piriá. 
No baixo curso, o rio Gurupi corre sobre um leito rochoso com várias cachoeiras, como: Lavadeira, Madalena, Jacurecoaga, Canindé- Açu, Maria Suprema, Itapera, Mamuira, Maguari, Omelar e Algibeira.
Após um percurso de mais de 400 km, durante o qual constitui o limite interestadual Pará-Maranhão, deságua no oceano Atlântico, através da baía de Gurupi.
A poucos quilômetros da foz (mais ou menos 10 km), há maior intensidade de águas entre o igarapé das Cobras (canal natural) e o rio Carutapera, ambos no lado maranhense. Essa ligação é importante por conectar Viseu, no Estado do Pará, a Carutapera, no Estado do Maranhão. Logo depois, o Gurupi encontra sua foz, no Oceano Atlântico

## Biodiversidade e conservação
O Maranhão se localiza em uma zona de transição dos climas semiárido, do interior do Nordeste, para o úmido equatorial, da Amazônia. Possui diferenças climáticas e pluviométricas. No oeste do estado, predomina o clima tropical quente e úmido (As), típico da região amazônica, enquanto que, nas demais regiões, há um clima tropical quente e semiúmido (Aw). Na região oeste do Maranhão, as chuvas ocorrem em níveis elevados durante praticamente todo o ano, com um breve período seco entre junho e agosto, superando os 2.000 mm, conforme se avança até a foz do rio Gurupi.
O rio é dominado pelo bioma da Floresta Amazônica, já bastante devastada pelo desmatamento, queimadas, produção de carvão vegetal, extração ilegal de madeira. A bacia também é afetada pelas indústrias de ferro-gusa, pecuária e plantio de eucalipto na região, o entrocamento rodoferroviário da região (BR-316, BR-010, Ferrovia Carajás e Ferrovia Norte-Sul) e o garimpo de ouro na sua foz.
Na região do médio curso, fica localizada a Reserva Biológica do Gurupi, também ameaçada. 
Ao sul da bacia hidrográfica do Gurupi há proximidade com áreas de transição com cerrado, porém não há áreas de cerrado na bacia. Sua foz encontra-se inserida na região da APA das Reentrâncias Maranhenses, uma zona rica em manguezais e biodiversidade. 
Na margem esquerda do rio Gurupi localiza-se a Terra Indígena Alto Guamá (habitada pelos tembés) e na margem direita a Terra Indígena Alto Turiaçu (onde vivem os ka´apores, awa-guajás e tembés, povos indígenas do tronco tupi-guarani.
Os índios Awá-Guajá são um povo caçador-coletor que vive em situação de isolamento no Maranhão, na região da Amazônia maranhense. Esses índios se distribuem pelas terras indígenas Araribóia, Caru, Awá, Krikati. As outras terras indígenas da bacia do Gurupi são Rio Pindaré (MA) e Alto Rio Guamá (PA). A região é foco de diversos conflitos envolvendo índios, madeireiros e fazendeiros.